# Wereldkampioenschappen judo 2019
De wereldkampioenschappen judo 2019 werden van 25 augustus tot en met 1 september gehouden in Tokio, Japan. De wedstrijden werden gehouden in de Nippon Budokan, in deze hal werden ook het judo gehouden tijdens de Olympische Zomerspelen 1964. Er stonden vijftien onderdelen op het programma, zeven voor mannen, zeven voor vrouwen en een gemengde landenwedstrijd, die in 2020 voor het eerst olympisch is. 

## Programma
De mannen en vrouwen komen elk uit in zeven gewichtsklassen. Tot en met de kwartfinales vinden de wedstrijden dagelijks plaats vanaf 11:00 uur (lokale tijd). De halve finales, herkansingen en de finales vinden plaats vanaf 19:00 uur (lokale tijd). Het tijdsverschil met Nederland en België is zeven uur.
| Gewichtsklasse  | Gewichtsklasse  | augustus    | augustus    | augustus    | augustus    | augustus    | augustus    | augustus    | september |        |
| Mannen          | Vrouwen         | 25          | 26          | 27          | 28          | 29          | 30          | 31          | 27        | Totaal |
| --------------- | --------------- | ----------- | ----------- | ----------- | ----------- | ----------- | ----------- | ----------- | --------- | ------ |
| –60 kg          | –48 kg          | Goud · Goud |             |             |             |             |             |             |           | 2      |
| –66 kg          | –52 kg          |             | Goud · Goud |             |             |             |             |             |           | 2      |
| –73 kg          | –57 kg          |             |             | Goud · Goud |             |             |             |             |           | 2      |
| –81 kg          | –63 kg          |             |             |             | Goud · Goud |             |             |             |           | 2      |
| –90 kg          | –70 kg          |             |             |             |             | Goud · Goud |             |             |           | 2      |
| –100 kg         | –78 kg          |             |             |             |             |             | Goud · Goud |             |           | 2      |
| +100 kg         | +78 kg          |             |             |             |             |             |             | Goud · Goud |           | 2      |
| Landenwedstrijd | Landenwedstrijd |             |             |             |             |             |             |             | Goud      | 1      |
| Totaal          | Totaal          | 2           | 2           | 2           | 2           | 2           | 2           | 2           | 1         | 15     |

## Medailles

### Mannen
| Onderdeel           | Goud                | Zilver                 | Brons                  |
| ------------------- | ------------------- | ---------------------- | ---------------------- |
| Klasse tot 60 kg    | Lukhumi Chkhvimiani | Sharafuddin Lutfillaev | Yeldos Smetov          |
| Klasse tot 60 kg    | Lukhumi Chkhvimiani | Sharafuddin Lutfillaev | Ryuju Nagayama         |
| Klasse tot 66 kg    | Joshiro Maruyama    | Kim Lim-hwan           | Hifumi Abe             |
| Klasse tot 66 kg    | Joshiro Maruyama    | Kim Lim-hwan           | Denis Vieru            |
| Klasse tot 73 kg    | Shohei Ono          | Rustam Orujov          | Hidayat Heydarov       |
| Klasse tot 73 kg    | Shohei Ono          | Rustam Orujov          | Denis Yartsev          |
| Klasse tot 81 kg    | Sagi Muki           | Matthias Casse         | Antoine Valois-Fortier |
| Klasse tot 81 kg    | Sagi Muki           | Matthias Casse         | Luka Maisuradze        |
| Klasse tot 90 kg    | Noël van 't End     | Shoichiro Mukai        | Axel Clerget           |
| Klasse tot 90 kg    | Noël van 't End     | Shoichiro Mukai        | Nemanja Majdov         |
| Klasse tot 100 kg   | Jorge Fonseca       | Niyaz Ilyasov          | Michael Korrel         |
| Klasse tot 100 kg   | Jorge Fonseca       | Niyaz Ilyasov          | Aaron Wolf             |
| Klasse boven 100 kg | Lukáš Krpálek       | Hisayoshi Harasawa     | Kim Min-jong           |
| Klasse boven 100 kg | Lukáš Krpálek       | Hisayoshi Harasawa     | Roy Meyer              |

### Vrouwen
| Onderdeel          | Goud                | Zilver              | Brons                  |
| ------------------ | ------------------- | ------------------- | ---------------------- |
| Klasse tot 48 kg   | Daria Bilodid       | Funa Tonaki         | Mönkhbatyn Urantsetseg |
| Klasse tot 48 kg   | Daria Bilodid       | Funa Tonaki         | Distria Krasniqi       |
| Klasse tot 52 kg   | Uta Abe             | Natalja Koezjoetina | Majlinda Kelmendi      |
| Klasse tot 52 kg   | Uta Abe             | Natalja Koezjoetina | Ai Shishime            |
| Klasse tot 57 kg   | Christa Deguchi     | Tsukasa Yoshida     | Julia Kowalczyk        |
| Klasse tot 57 kg   | Christa Deguchi     | Tsukasa Yoshida     | Rafaela Silva          |
| Klasse tot 63 kg   | Clarisse Agbegnenou | Miku Tashiro        | Martyna Trajdos        |
| Klasse tot 63 kg   | Clarisse Agbegnenou | Miku Tashiro        | Juul Franssen          |
| Klasse tot 70 kg   | Marie-Ève Gahié     | Bárbara Timo        | Sally Conway           |
| Klasse tot 70 kg   | Marie-Ève Gahié     | Bárbara Timo        | Margaux Pinot          |
| Klasse tot 78 kg   | Madeleine Malonga   | Shori Hamada        | Loriana Kuka           |
| Klasse tot 78 kg   | Madeleine Malonga   | Shori Hamada        | Mayra Aguiar           |
| Klasse boven 78 kg | Akira Sone          | Idalys Ortíz        | Kayra Sayit            |
| Klasse boven 78 kg | Akira Sone          | Idalys Ortíz        | Sarah Asahina          |

### Gemengd
| Onderdeel    | Goud | Zilver | Brons |
| ------------ | --- | --- | --- |
| Gemengd team | Japan Chizuru Arai Shori Hamada Hisayoshi Harasawa Soichi Hashimoto Kokoro Kageura Shoichiro Mukai Sanshiro Murao Shohei Ono Yoko Ono Akira Sone Momo Tamaoki Tsukasa Yoshida | Frankrijk Amandine Buchard Guillaume Chaine Axel Clerget Sarah Cysique Alpha Oumar Djalo Marie-Ève Gahié Alexandre Iddir Kilian Le Blouch Anne Fatoumata M'Bairo Madeleine Malonga Cyrille Maret Margaux Pinot | Rusland Ksenia Chibisova Kirill Denisov Lechi Ediev Anna Gushchina Mikhail Igolnikov Khusen Khalmurzaev Anastasia Konkina Daria Mezhetskaia Evgeny Prokopchuk Alena Prokopenko Madina Taimazova Inal Tasoev |
| Gemengd team | Japan Chizuru Arai Shori Hamada Hisayoshi Harasawa Soichi Hashimoto Kokoro Kageura Shoichiro Mukai Sanshiro Murao Shohei Ono Yoko Ono Akira Sone Momo Tamaoki Tsukasa Yoshida | Frankrijk Amandine Buchard Guillaume Chaine Axel Clerget Sarah Cysique Alpha Oumar Djalo Marie-Ève Gahié Alexandre Iddir Kilian Le Blouch Anne Fatoumata M'Bairo Madeleine Malonga Cyrille Maret Margaux Pinot | Brazilië Maria Suelen Altheman Eduardo Barbosa Tamires Crude Rafael Macedo David Moura Maria Portela Ellen Santana Eduardo Yudy Santos Jeferson Santos Junior Rafael Siva Rafaela Silva Beatriz Souza       |

### Medaillespiegel
| Plaats | Land                | Goud | Zilver | Brons | Totaal |
| 1      | Japan               | 5    | 6      | 5     | 16     |
| 2      | Frankrijk           | 3    | 1      | 2     | 6      |
| 3      | Portugal            | 1    | 1      | 0     | 2      |
| 4      | Nederland           | 1    | 0      | 3     | 4      |
| 5      | Canada              | 1    | 0      | 1     | 2      |
| 5      | Georgië             | 1    | 0      | 1     | 2      |
| 7      | Tsjechië            | 1    | 0      | 0     | 1      |
| 7      | Israël              | 1    | 0      | 0     | 1      |
| 7      | Oekraïne            | 1    | 0      | 0     | 1      |
| 10     | Rusland             | 0    | 2      | 2     | 4      |
| 11     | Azerbeidzjan        | 0    | 1      | 1     | 2      |
| 11     | Zuid-Korea          | 0    | 1      | 1     | 2      |
| 13     | België              | 0    | 1      | 0     | 1      |
| 13     | Cuba                | 0    | 1      | 0     | 1      |
| 13     | Oezbekistan         | 0    | 1      | 0     | 1      |
| 16     | Kosovo              | 0    | 0      | 3     | 3      |
| 16     | Brazilië            | 0    | 0      | 3     | 3      |
| 18     | Duitsland           | 0    | 0      | 1     | 1      |
| 18     | Verenigd Koninkrijk | 0    | 0      | 1     | 1      |
| 18     | Kazachstan          | 0    | 0      | 1     | 1      |
| 18     | Moldavië            | 0    | 0      | 1     | 1      |
| 18     | Mongolië            | 0    | 0      | 1     | 1      |
| 18     | Polen               | 0    | 0      | 1     | 1      |
| 18     | Servië              | 0    | 0      | 1     | 1      |
| 18     | Turkije             | 0    | 0      | 1     | 1      |
| Totaal | Totaal              | 15   | 15     | 30    | 60     |